# Bernard Kesslair
 (mars 2012).
Si vous disposez d'ouvrages ou d'articles de référence ou si vous connaissez des sites web de qualité traitant du thème abordé ici, merci de compléter l'article en donnant les références utiles à sa vérifiabilité et en les liant à la section « Notes et références ».
Bernard Kesslair (né Jean Cohen le 25 septembre 1936 à Alger et mort le 12 juin 1994 aux Angles,) est un musicien et compositeur français.
Pianiste depuis son plus jeune âge, Bernard Kesslair se forge une brillante carrière dans le show business français.
À 20 ans, il composa pour l'Antigone" de Cocteau, jouée en avril 1959, à l'Opéra d'Alger partition originale accompagnée par les musiciens de France 5.
Il est également pianiste accompagnateur de Danyel Gérard, Maria Candido, Leni Escudero, Hugues Aufray et bien d'autres encore. Chef d'orchestre, arrangeur de disques pour Jacques Revaux, Charles Level, Hervé Cristiani, Henri Génès, Georges Ulmer et Guy Mardel ("N'avoue jamais", Eurovision), il trouve encore le temps de composer pour les plus grands. Il composera également pour des artistes du Vaucluse et de sa région, notamment pour Thierry Deville ou encore Aurélia Jonquet et Joël Rodier. Le chanteur Bichou reprendra d'ailleurs la chanson "Être maman" qui fut chanté à l'origine par Aurélia Jonquet. 
Nous lui devons entre autres Même si tu revenais, chanté par Claude François, traduit dans de nombreuses langues, et dont il existe de très nombreuses versions. Richard Anthony, Johnny Hallyday, Mireille Mathieu (Et merci quand même), Dick Rivers, Michèle Torr (Ce soir je t'attendais, Eurovision) ou Bourvil figurent parmi ses nombreux interprètes.
Beaucoup de ses chansons étaient signées pour les paroles par Jacques Chaumelle.
Cet artiste touche-à-tout écrivit également des musiques de films, comme celles des Chevaliers du ciel, chantée par Johnny Hallyday, ou bien celles du film La Bourse et la Vie, de Jean-Pierre Mocky avec Fernandel.
Le Grand Prix de la Chanson Française, décerné par la SACEM, couronna sa carrière en 1972.
Vivant pour la musique, il aimait à travailler la nuit. 
Il meurt en juin 1994, des suites d'un cancer du poumon.